# Leignes-sur-Fontaine
Leignes-sur-Fontaine és un municipi francès situat al departament de la Viena i a la regió de la Nova Aquitània. L'any 2007 tenia 543 habitants.

## Demografia

### Població
El 2007 la població de fet de Leignes-sur-Fontaine era de 543 persones. Hi havia 224 famílies de les quals 61 eren unipersonals (27 homes vivint sols i 34 dones vivint soles), 76 parelles sense fills, 76 parelles amb fills i 11 famílies monoparentals amb fills.
La població ha evolucionat segons el següent gràfic:
Habitants censats

### Habitatges
El 2007 hi havia 279 habitatges, 231 eren l'habitatge principal de la família, 29 eren segones residències i 19 estaven desocupats. 277 eren cases i 2 eren apartaments. Dels 231 habitatges principals, 168 estaven ocupats pels seus propietaris, 60 estaven llogats i ocupats pels llogaters i 4 estaven cedits a títol gratuït; 6 tenien dues cambres, 46 en tenien tres, 63 en tenien quatre i 118 en tenien cinc o més. 166 habitatges disposaven pel capbaix d'una plaça de pàrquing. A 107 habitatges hi havia un automòbil i a 107 n'hi havia dos o més.

### Piràmide de població
La piràmide de població per edats i sexe el 2009 era:
| Homes | Edats   | Dones |
| ----- | ------- | ----- |
| 0     | 95 o +  | 0     |
| 4     | 90 a 94 | 4     |
| 8     | 85 a 89 | 0     |
| 0     | 80 a 84 | 4     |
| 12    | 75 a 79 | 8     |
| 16    | 70 a 74 | 24    |
| 12    | 65 a 69 | 8     |
| 28    | 60 a 64 | 20    |
| 28    | 55 a 59 | 12    |
| 16    | 50 a 54 | 24    |
| 16    | 45 a 49 | 4     |
| 16    | 40 a 44 | 24    |
| 8     | 35 a 39 | 8     |
| 24    | 30 a 34 | 16    |
| 20    | 25 a 29 | 4     |
| 12    | 20 a 24 | 16    |
| 16    | 15 a 19 | 12    |
| 4     | 10 a 14 | 8     |
| 16    | 5 a 9   | 8     |
| 20    | 0 a 4   | 12    |

## Economia
El 2007 la població en edat de treballar era de 342 persones, 270 eren actives i 72 eren inactives. De les 270 persones actives 237 estaven ocupades (134 homes i 103 dones) i 33 estaven aturades (16 homes i 17 dones). De les 72 persones inactives 49 estaven jubilades, 13 estaven estudiant i 10 estaven classificades com a «altres inactius».

### Ingressos
El 2009 a Leignes-sur-Fontaine hi havia 240 unitats fiscals que integraven 575 persones, la mediana anual d'ingressos fiscals per persona era de 15.406 €.

### Activitats econòmiques
Dels 19 establiments que hi havia el 2007, 1 era d'una empresa extractiva, 1 d'una empresa alimentària, 3 d'empreses de fabricació d'altres productes industrials, 4 d'empreses de construcció, 3 d'empreses de comerç i reparació d'automòbils, 1 d'una empresa de transport, 1 d'una empresa d'hostatgeria i restauració, 1 d'una empresa financera, 1 d'una empresa immobiliària, 1 d'una empresa de serveis i 2 d'empreses classificades com a «altres activitats de serveis».
Dels 9 establiments de servei als particulars que hi havia el 2009, 1 era una oficina de correu, 1 taller de reparació d'automòbils i de material agrícola, 1 paleta, 1 lampisteria, 2 electricistes i 3 perruqueries.
L'únic establiment comercial que hi havia el 2009 era una fleca.
L'any 2000 a Leignes-sur-Fontaine hi havia 32 explotacions agrícoles que ocupaven un total de 2.340 hectàrees.

## Equipaments sanitaris i escolars
El 2009 hi havia una escola elemental integrada dins d'un grup escolar amb les comunes properes formant una escola dispersa.

## Poblacions més properes
El següent diagrama mostra les poblacions més properes.